# Nelineární regrese

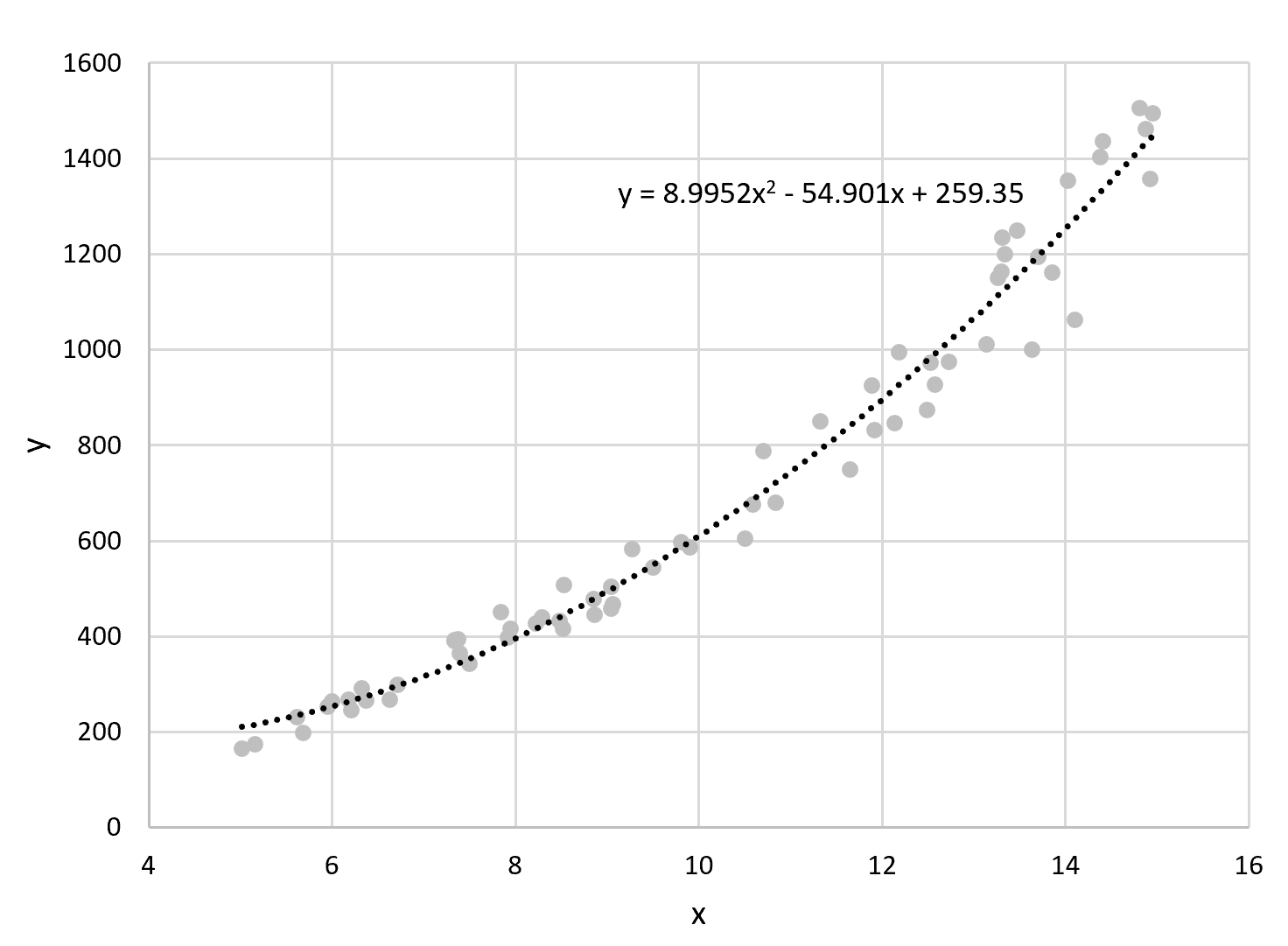
Aproximace dat kvadratickou funkcí pomocí metody nejmenších čtverců

Nelineární regrese je statistická metoda používaná k modelování vztahů mezi nezávislými a závislými proměnnými. Na rozdíl od lineární regrese, která předpokládá lineární vztah mezi proměnnými, umožňuje nelineární regrese modelování složitějších vztahů.
Cílem nelineární regrese je nalézt předpis nelineární funkce, která co nejlépe vystihuje pozorovaná data. Výběr parametrů funkce závisí na povaze dat a předpokládaném tvaru nelineárního vztahu. Mezi běžně používané funkce patří exponenciální, logaritmické, mocninné či sigmoidní modely.
Pro odhad parametrů nelineárního modelu se nejčastěji používá metoda nejmenších čtverců. Mezi další metody patří metoda maximální věrohodnosti, bayesovské metody a metody matematické optimalizace.